# بمباردیه گلوبال ۷۵۰۰
بمباردیه گلوبال ۷۵۰۰ (به انگلیسی: Bombardier Global 7000) یک هواگرد ساختِ کارخانهٔ بمباردیه اروسپیس در کشور کانادا است.